# Orskov Yard
Orskov Yard er et dansk reparations-værft beliggende i Frederikshavn. 
Værftet er beliggende på det tidligere Frederikshavn Værft og Flydedoksarealer.
| FACILITETER | Længde | Bredde | Dybde |
| ----------- | ------ | ------ | ----- |
| Flydedok 1  | 110 m  | 20,4 m | 5,4 m |
| Flydedok 2  | 115 m  | 21,6 m | 7,4 m |
| Tørdok 3    | 170 m  | 25,4 m | 6,5 m |
| Tørdok 4    | 215 m  | 33,9 m | 7,1 m |
| Kulkaj      | 323 m  |        | 8 m   |
| Montagekaj  | 320 m  |        | 6 m   |
| Andelskaj   | 223 m  |        | 8 m   |
| Østrekaj    | 115 m  |        | 5 m   |
| Mellemkaj   | 223 m  |        | 8 m   |
| Oliepieren  | 223 m  |        | 8 m   |